# Ежегодно откриване на мото сезона
Откриването на мото сезона е ежегодно събитие, което се провежда в София в последната седмица след първа пролет.
Съществува от 2009 г. и е най-голямото организирано събитие, свързано с моторите. Организира се първоначално от известния в мотосредите бизнесмен Денчо Златанов, а по-късно координацията и организацията му поема софийският клуб GENTLEMEN MC. Партньор за провеждане на събитието е Столичната община.

## Маршрут
Утвърденият към момента маршрут е: пл. „Св. Александър Невски“ → ул. „Оборище“ → бул. „Васил Левски“ → бул. „Цар Освободител“ → бул. „Цариградско шосе“ → бул. „Пейо Яворов“ → бул. „Никола Вапцаров“ → бул. „Черни връх“ → бул. „България“ → резиденция „Бояна“.
Провеждат се състезания на скоростна отсечка в едното платно на околовръстния път – за най-бърз моторист в няколко класа според кубатурата, а също и за най-красив мотор.

## История

### 2009
За първи път организирано откриване на мото сезона в София се провежда през 2009 година. Отговорността за дълго чаканото събитие поема г-н Дени Златанов.
Маршрут: ул. „Оборище“, бул. „Васил Левски“, пл. „Сточна гара“, бул. „Сливница“, бул. „Константин Величков“, бул. „Иван Гешов“, бул. България, бул. „Евлоги Георгиев“, Орлов мост, бул. „Цариградско шосе“, Самоковско шосе, Кокаляне.

### 2010
През 2010 г. организатор на събитието е порталът Moto.bg. Колоната мотори потегля, придружавана от полицейски кордон.
Маршрут: пл. „Ал. Невски“, ул. „Оборище“, бул. „В. Левски“, бул. „Сливница“, ул. „Шосе Банкя“.
Шествието се предвожда от платформа, от която звучи рок музика, както и от моторизираната „Бърза помощ“. Последната спирка е хиподрумът в Банкя, където ще има организирани демонстрации и игри. Милена Славова озвучава купона.

### 2011
Маршрут: пл. ”Св. Ал. Невски”, ул. ”Оборище”, бул. ”Васил Левски”, бул. ”Патриарх Евтимий”, бул. ”Фр. Нансен”, бул. ”България”, локалното платно на Околовръстен път, между пътен възел „Бояна“ и НИМ.

### 2012
Хиляди мотористи от цялата страна се събират за откриването на мото сезон 2012 в София. Инициативата е под надслов „Внимание и толерантност на пътя“, като целта е да се обърне внимание на всички участници в движението по пътищата.
Маршрут: пл. ”Св. Ал. Невски", ул. „Оборище“, бул. „Васил Левски“, бул. „Патриарх Евтимий“, бул. „Фр. Нансен“, бул. „България“, локалното платно на Околовръстен път, между пътен възел „Бояна“ и НИМ.

### 2013
Организатор GENTLEMEN MC, Big Buls MC, както и Ретро вело-мото класик клуб Балкан
Маршрут: пл. „Ал. Невски“, ул. „Оборище“, бул. „В. Левски“, бул. „П. Евтимий“, бул. „Фр. Нансен“, бул. „България“, резиденция „Бояна“.

### 2014
Организатор GENTLEMEN MC. Надслов „За повече толерантност на пътя“
Маршрут: пл. „Ал. Невски“, ул. „Оборище“, бул. „В. Левски“, бул. „П. Евтимий“, бул. „Фр. Нансен“, бул. „България“, резиденция „Бояна“.